# Paulin Lemaire (gimnastyk)
Paulin Alexandre Lemaire (ur. 18 grudnia 1882 w Maubeuge, zm. 17 października 1932) – francuski gimnastyk, medalista olimpijski.
W 1900 r. reprezentował barwy Francji na letnich igrzyskach olimpijskich w Paryżu, zajmując 30. miejsce w wieloboju indywidualnym, a na igrzyskach olimpijskich w 1908 w Londynie zajął w tej konkurencji 35. miejsce. Na igrzyskach w Antwerpii (1920) zdobył brązowy medal w wieloboju drużynowym. 